# Aufstand der Seidenweber in Lyon
Der Aufstand der Seidenweber in Lyon (franz. révolte des canuts) bezeichnet mehrere Streiks in den Jahren 1831, 1834 und 1848, die vom Militär niedergeschlagen wurden. Es waren die ersten großen sozialen Aufstände zu Beginn des Industriezeitalters in Frankreich.

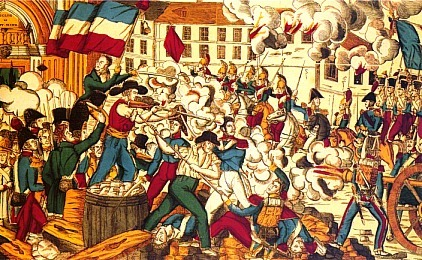
Straßenkämpfe vor der Kirche Saint-Nizier in Lyon im Jahr 1831 (Darstellung aus dem 19. Jahrhundert)

## Vorgeschichte

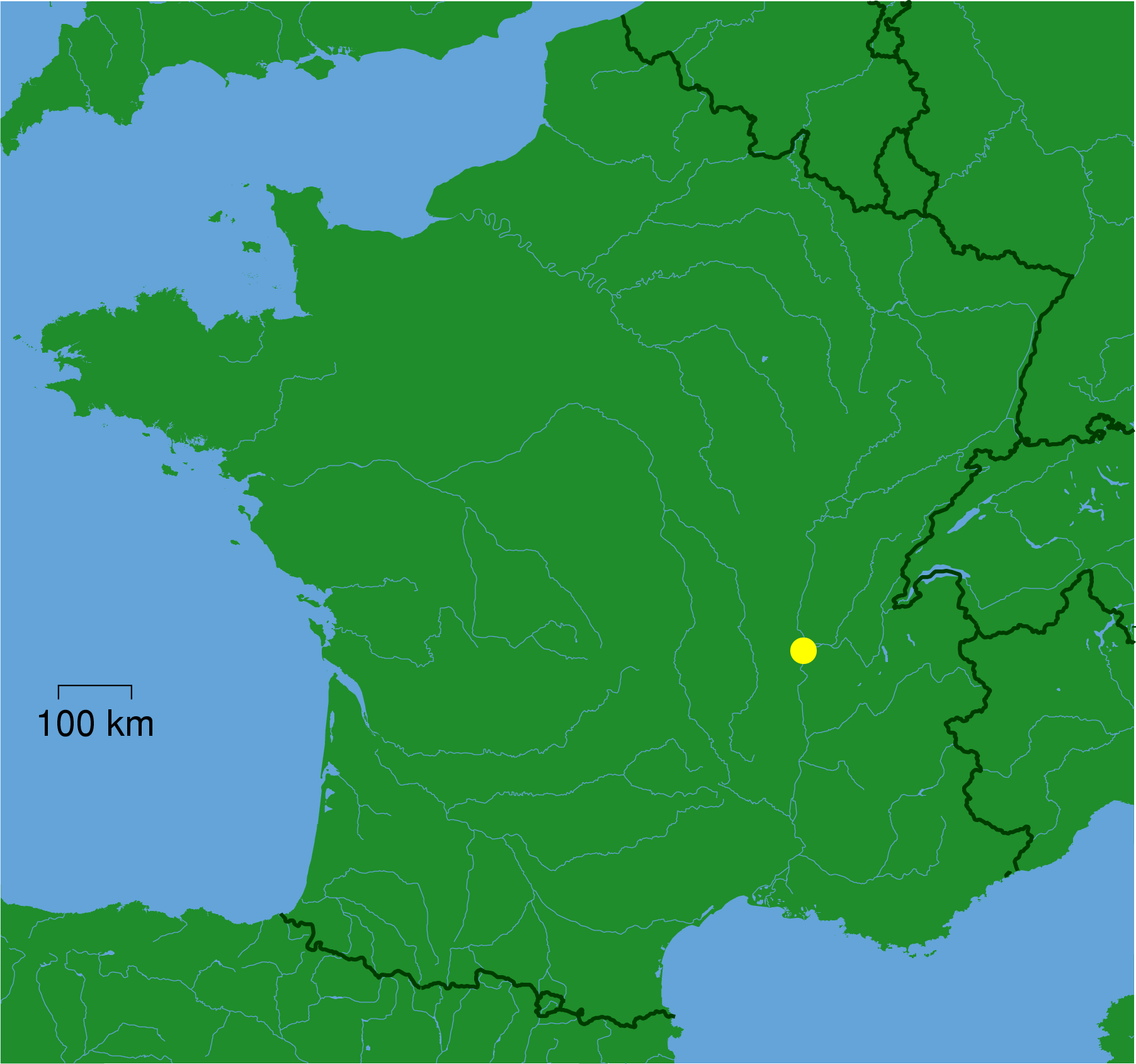
Lage Lyons in Frankreich

Bereits 1466 befahl Ludwig XI., eine eigene nationale Seidenweberindustrie in Lyon aufzubauen. Hauptgrund war das gewaltige jährliche Handelsdefizit gegenüber Italien in der Größenordnung von rund 450.000 Écu. 1536 erlaubte Franz I. in einem Königlichen „Erlaubnisschreiben“ zwei Kaufleuten, Étienne Turquet und Barthélemy Naris, die Herstellung von Seide in Lyon. Alte Webstühle wurden durch bessere ersetzt und Waisenkinder als Arbeiter eingesetzt. Turquet führte die Arbeitsteilung im Weberhandwerk ein und genoss erhebliche Unterstützung seitens des Königs, der 1540 das Seidenproduktionsmonopol in Lyon per Dekret festschrieb. Der landesweite Bedarf an dem Luxusgut, das zuvor aus Italien importiert worden war, wurde nun durch die Lyoner Produktion gedeckt. Die Produktion war bald so erfolgreich, dass Frankreich sich vom Seideimporteur zum -exporteur wandelte. So entwickelte sich Lyon im 16. Jahrhundert neben Tours zu einem Zentrum des französischen Seidenhandwerks.

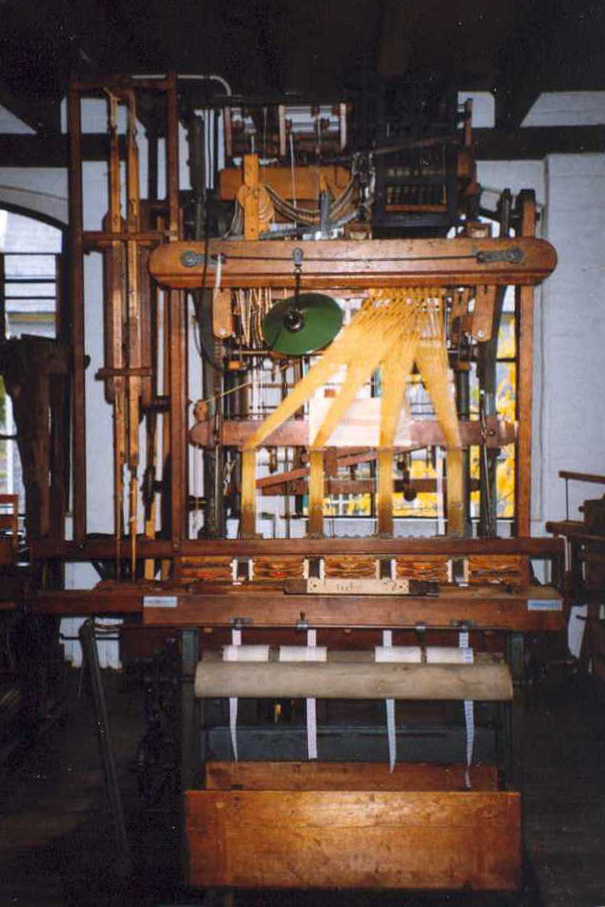
Jacquard-Webstuhl

Die Canuts, wie die Lyoner Seidenweber genannt wurden, siedelten zunächst im Stadtviertel Saint-Jean. Zu Beginn des 19. Jahrhunderts verlegte sich das Handwerk an die Hänge des Vororts La Croix-Rousse. Für die Webstühle entstanden spezielle Häuser mit großen Fenstern und sehr hohen Decken. Die moderneren Jacquardwebstühle erlaubten zunehmend höhere Produktionsmengen.
Die Seidenproduktion in Lyon war im 19. Jahrhundert nach einem vorindustriellen Modell organisiert: 392 wohlhabende Seidenfabrikanten (franz. fabricants oder soyeux) lenken die Seidenproduktion der Grande Fabrique, wie die Lyoner Seidenindustrie genannt wurde. Im Verlagssystem gaben sie die Arbeit an rund 8.000 Seidenwebermeister (franz. canuts), die als Kleinunternehmer Eigentümer von zwei bis acht Webstühlen waren. Sie wurden nach Auftrag und nach Stückzahl bezahlt. Die Seidenweber wiederum beschäftigten rund 30.000 Gesellen und andere Arbeiter, die bei dem Seidenweber wohnten und tageweise entlohnt wurden. Für die zahlreichen weiteren Arbeitsschritte rund um die Seidenweberei wurden auch Kinder und Frauen beschäftigt, oft für niedrigste Löhne. Für die Wirtschaft zahlte sich das ausbeuterische System aus: Im Jahr 1830 trugen Seidenstoffe aus Lyon zu etwa einem Drittel der französischen Exporterlöse bei. Von den rund 165.000 Einwohnern Lyons waren zu dieser Zeit rund 30.000 direkt in der Seidenweberei tätig, rund die Hälfte der Bevölkerung lebte indirekt von der Seidenweberei.
In zahlreichen europäischen Staaten waren unterdessen im späten 18. und frühen 19. Jahrhundert Textilmanufakturen und Fabriken entstanden, deren Waren auf den weltweiten Markt drängten. Im Zuge der Industriellen Revolution bauten die Fabrikbesitzer ihre Kapazitäten mit den verbesserten mechanischen Webstühlen aus. Das Lyoner System hatten gegen die kostengünstigere Fabrikproduktion keine Chance.
Der erste Aufstand in Lyon folgte einer Bewegung, die am 27. Juli 1830 von den Pariser Arbeitern ausging, welche sich gegen die Ordonnanzen von Karl X. auflehnten. Die Trikolore wurde zum Emblem der Aufständischen, was später durch Victor Hugo in seinem Roman Die Elenden verarbeitet wurde. Der Niedergang der Bourbonen in der Julirevolution griff schließlich auf weite Teile Europas über.

## Erster Aufstand (November 1831)

### Ursachen

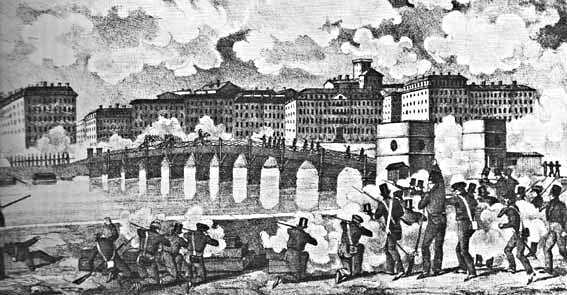
Kämpfe während des Aufstands von 1834

Anlass für die Unzufriedenheit der Seidenweber war eine seit Jahren anhaltende Minderung ihres Salärs im französischen Reich. Die Verdienste für die Seidenerzeugnisse waren innerhalb von 20 Jahren deutlich gefallen, für den Stoff Levantine von 1,30 auf 0,60 Francs, für Samt von 1,00 auf 0,10 Francs, für Rips (reps) von 2,50 auf 1,00 Francs. Beim konstanten Herabsetzen der Abnahmepreise beriefen sich die Händler auf den ausländischen Wettbewerb. Im Gefängnis Saint-Paul in Lyon saßen viele Seidenweber, die ihre Schulden nicht mehr bezahlen konnten.
Ab 1830 sahen die Seidenweber in ihrer Misere einen Hoffnungsschimmer: den durch eine stärkere Nachfrage ausgelösten konjunkturellen Aufschwung im Seidenstoffhandel. Sie wollten davon profitieren und einen Mindestlohn für ihre Arbeit festgelegt erhalten. Eine Delegation von Unternehmern und von Arbeitern versammelte sich auf Vorschlag des Präfekten Bouvier-Dumolard am 25. Oktober 1831 in Lyon, stellte einen Tarif auf und vertraute die Überwachung seiner Einhaltung einer Schlichtungsstelle an. Während der Verhandlungen wartete eine schweigende Menschenmasse vor dem Haus das Verhandlungsergebnis ab.
Die Initiative des Präfekten wurde im Anschluss an die Einigung von einigen Unternehmern missbilligt, da sie die Einstellung des Präfekten für demagogisch und die gemachten Zugeständnisse ihrer Vertreter für Anzeichen von Schwäche hielten. 104 Unternehmer lehnten es am 10. November 1831 ab, den Tarif anzuwenden, den sie als übertriebene Forderung der Seidenweber hinsichtlich der Vergütung ansahen. Für sie war der Tarif ein Hindernis für die Freiheit der Märkte.
Die Arbeiter reagierten auf die Ablehnung mit dem Aufstand vom 21. bis 24. November 1831.

### Die Revolte
Die Seidenweber entschlossen sich zu einem am 21. November 1831 beginnenden einwöchigen Streik. Dies blieb der Obrigkeit nicht verborgen und sie traf ihrerseits Vorkehrungen zur Aufrechterhaltung der öffentlichen Ordnung.
Mehrere hundert Weber sammelten sich an diesem Tag im hügeligen Vorort Croix-Rousse (das damals unabhängig war und erst seit 1852 zu Lyon gehört), zwangen noch Arbeitende, ihre Webstühle abzustellen und drängten die zivile Nationalgarde, Barrikaden aufzustellen. Dann gingen die Demonstranten bergabwärts nach Lyon. Als die dortige Gendarmerie ihnen den Weg versperrte, kam es zu Kämpfen. Dabei fielen Schüsse, es gab mehrere Tote. Wenig später kehrten die Demonstranten mit Knüppeln, Stöcken und Schaufeln zurück und marschierten mit einer schwarzen Fahne voran nach Lyon. Sie trug die Aufschrift „Vivre en travaillant, ou mourir en combattant…“ („Arbeitend leben oder kämpfend sterben“). Am Mittag eskalierte durch den Einsatz von Armee und Nationalgarde die Situation und geriet außer Kontrolle. Es brachen Kämpfe aus, die bis in den Abend dauerten.

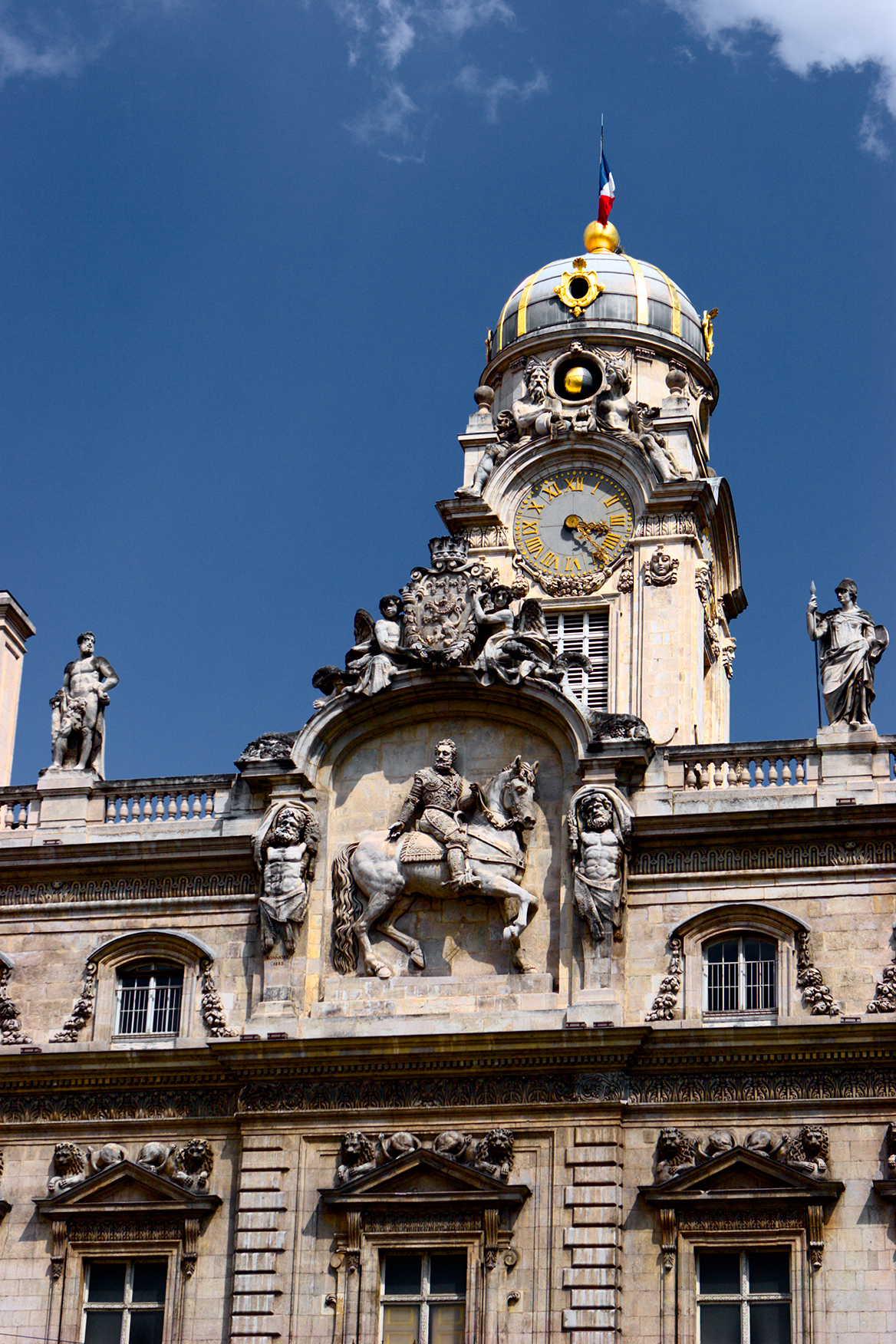
Das Rathaus in Lyon wurde eingenommen

Am 22. November 1831 ergriffen die Arbeiter in Lyon Besitz von der Kaserne Bon-Pasteur und plünderten die Waffenkammern. Mehrere Einheiten der Armee und der Nationalgarde wurden attackiert und unter Feuer genommen. Die Infanterie versuchte vergeblich, die Arbeiter aufzuhalten und zog sich dann wieder zurück, während die zivile Nationalgarde zu den Aufständischen überlief. Die Arbeiter wandten sich dann der Stadt zu, die von den Behörden evakuiert wurde. Während der Kämpfe gab es ungefähr 600 Opfer, darunter ungefähr 100 Tote und 263 Verletzte seitens der Soldaten sowie 69 Tote und 140 Verletzte seitens der Zivilisten.
Das Rathaus von Lyon wurde von den Aufständischen besetzt. Aber die Arbeiterführer, die eine ordentliche Umsetzung des gemeinsamen Abkommens erreichen wollten, konnten nicht mehr aus ihrem Sieg machen. Es bildete sich zwar ein Ausschuss der Demonstranten, bestehend aus 16 Handwerksmeistern, aber mangels eines echten Programms ergriff er keine konkreten Maßnahmen. Ideen, eine Republik auszurufen, lehnten die Seidenweber mit großer Mehrheit ab, sie wollten ausdrücklich nur ihre Tarifvereinbarung durchsetzen.

### Niederschlagung

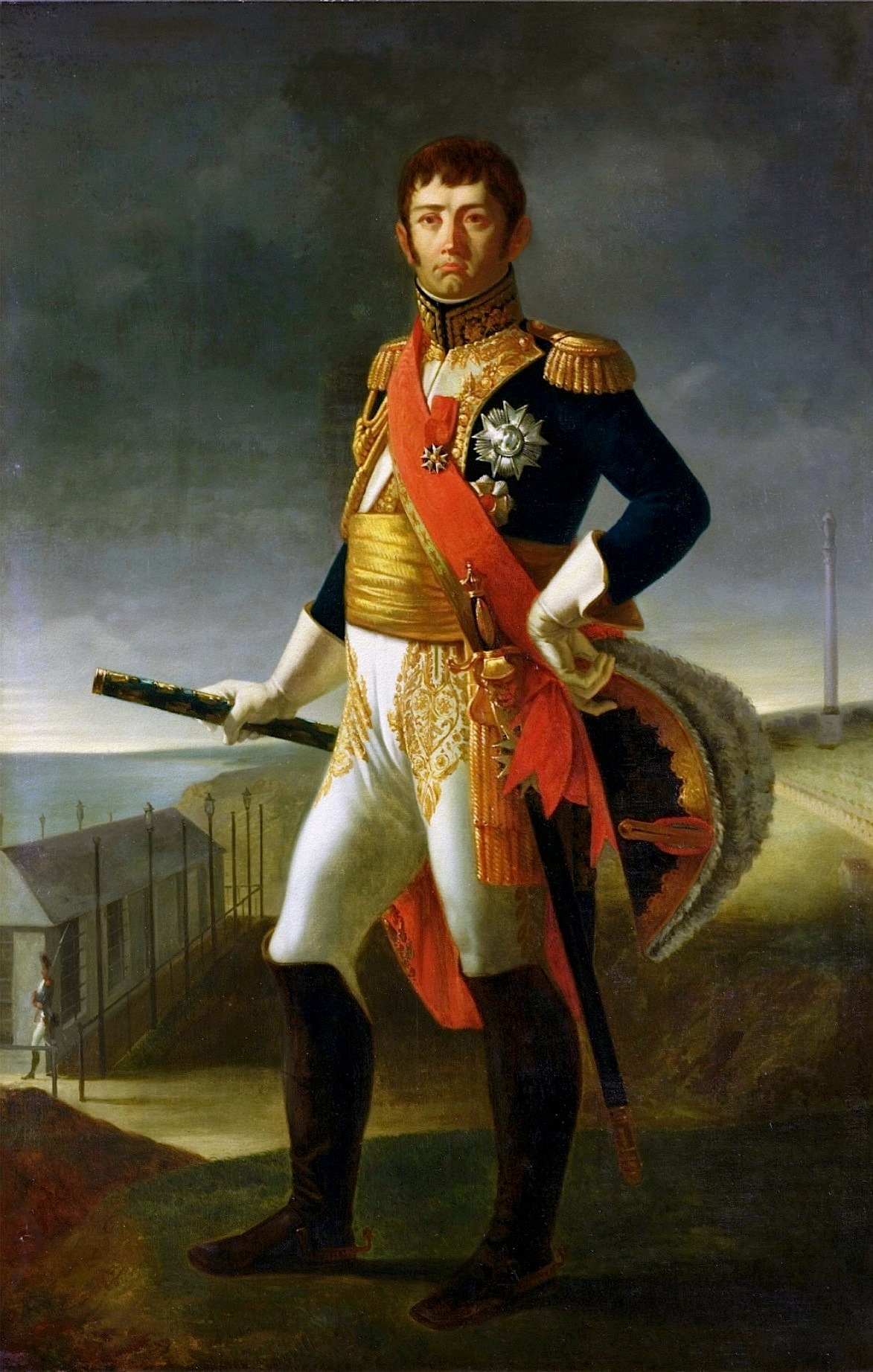
Marschall Soult

Am 5. Dezember 1831 rückten Streitkräfte unter Führung des Herzogs von Orléans, Ferdinand Philippe d’Orléans, und des Kriegsministers, Marschall Nicolas-Jean de Dieu Soult, mit 20.000 Mann in Lyon ein, um den Aufstand niederzuschlagen. Es gab etwa 600 Tote, etwa 10.000 Personen wurden aus der Stadt vertrieben.
Die Pariser Regierung beschloss die Ablösung des Präfekten, die Abschaffung des Tarifs und die Errichtung eines Forts, um Croix-Rousse von der Stadt Lyon zu trennen. Von 90 festgenommenen Arbeitern wurden 11 strafrechtlich verfolgt, aber im Juni 1832 freigelassen.
Innenminister Casimir Pierre Périer zufolge richtete sich die Revolte „gegen die Freiheit des Handels und der Industrie“ und er erklärte am 26. Dezember 1831, dass „die Gesellschaft sich nicht ungestraft würde drohen lassen“.

## Zweiter Aufstand (April 1834)

### Ursachen
Im Jahr 1834 fand eine zweite Erhebung statt. Nach dem Misserfolg der Streiks vom November 1831 lieferte die Abstimmung über das Gesetz gegen Arbeiterzusammenschlüsse und das Urteil gegen einige Streikanführer den Zündstoff für den am 9. April 1834 ausbrechenden Aufstand.

### Die Revolte
Die Armee besetzte die Stadt und die Brücken. Dabei wurde in die Menge der Streikenden geschossen. Daraufhin entstanden in den Straßen Barrikaden. Die organisierten Arbeiter stürmten die Kaserne von Bon-Pasteur und verbarrikadierten sich unter anderem in Croix-Rousse. Die folgenden Tage mit zahlreichen Kämpfen wurden später „blutige Woche“ genannt. Das Viertel Croix-Rousse wurde durch die Armee bombardiert. Aufstände in Saint-Étienne und Vienne werden niedergeschlagen. Am 12. April nahm die Armee das aufständische Viertel Guillotière ein, nachdem sie zahlreiche Häuser mit der Artillerie zerstört hatte.

### Niederschlagung
Am 14. April eroberte die von Michel Louis Arsène Lalande befehligte Armee nach und nach die Stadt und führte zum dritten Mal einen Angriff auf das Viertel Croix-Rousse. Am 15. April 1834 endete die „blutige Woche“ mit mehr als 600 Opfer. Über 10.000 Aufständische wurden gefangen genommen und in einem großen Verfahren in Paris im April 1835 zur Deportation oder zu langen Gefängnisstrafen verurteilt.

## Dritter Aufstand (1848 und 1849) und Folgen
Ein dritter Aufstand der Canuts fand im Jahr 1848 statt. Obwohl er ebenfalls gewaltsam und durch identische Gründe der Ausbeutung der Arbeiter gekennzeichnet war, hat diese Revolte nicht denselben Ruf erworben wie jene von 1831.
Der erste Aufstand erregte international Aufmerksamkeit und wurde zur Basis weiterer Arbeiterrevolten im 19. Jahrhundert. Der Aufstand der Seidenweber ließ im Arbeitergewissen das Gefühl einer Interessengemeinschaft entstehen. Er ist der Ausgangspunkt für ein Zeitalter, in dem die physische und moralische Bedrängnis der Arbeiter im beginnenden Kapitalismus in den Blickpunkt rückte.